# Élections législatives de 1857 dans la Mayenne
Les élections législatives françaises de 1857 se déroulent le 21 juin 1857. Dans le département de la Mayenne, trois députés sont à élire dans le cadre de trois circonscriptions.

## Élus
|   | Circonscription | Député sortant           |  | Parti               | Député élu ou réélu        |  | Parti               |
| - | --------------- | ------------------------ |  | ------------------- | -------------------------- |  | ------------------- |
| = | Première        | René Duvivier            |  | Majorité dynastique | Jules Leclerc d'Osmonville |  | Majorité dynastique |
| = | Seconde         | Thomas Louis Mercier     |  | Majorité dynastique | Thomas Louis Mercier       |  | Majorité dynastique |
| = | Troisième       | Esprit Adolphe Segrétain |  | Majorité dynastique | Antoine Halligon           |  | Indépendants        |

## Résultats
Jules Leclerc d'Osmonville est nommé à Laval. Thomas Louis Mercier est nommé à Mayenne.

### Laval
| Candidats        | Candidats                    | Étiquette               | Premier tour | Premier tour | Ballotage | Ballotage |  |
| Candidats        | Candidats                    | Étiquette               | Voix         | %            | Voix      | %         |  |
| ---------------- | ---------------------------- | ----------------------- | ------------ | ------------ | --------- | --------- |  |
|                  | Jules Leclerc d'Osmonville * | Majorité dynastique     | 14 799       |              |           |           |  |
|                  | Courtois-Duverger (père)     | Opposition républicaine | 2403         |              |           |           |  |
|                  |                              |                         |              |              |           |           |  |
| Inscrits         | Inscrits                     | Inscrits                | 39142        |              |           |           |  |
| Votants          | Votants                      | Votants                 | 17471        |              |           |           |  |
| Exprimés         |                              |                         |              |              |           |           |  |
| Blancs et perdus | Blancs et perdus             | Blancs et perdus        | 269          |              |           |           |  |

*sortant

### Mayenne
| Candidats         | Candidats              | Étiquette           | Premier tour | Premier tour | Ballotage | Ballotage |  |
| Candidats         | Candidats              | Étiquette           | Voix         | %            | Voix      | %         |  |
| ----------------- | ---------------------- | ------------------- | ------------ | ------------ | --------- | --------- |  |
|                   | Thomas Louis Mercier * | Majorité dynastique | 20 284       |              |           |           |  |
|                   |                        |                     |              |              |           |           |  |
| Inscrits          | Inscrits               | Inscrits            | 34974        |              |           |           |  |
| Votants           | Votants                | Votants             | 20650        |              |           |           |  |
| Exprimés          |                        |                     |              |              |           |           |  |
| Blancs et annulés | Blancs et annulés      | Blancs et annulés   | 346          |              |           |           |  |

*sortant

### Château-Gontier
| Candidats        | Candidats                  | Étiquette           | Premier tour | Premier tour | Ballotage | Ballotage |  |
| Candidats        | Candidats                  | Étiquette           | Voix         | %            | Voix      | %         |  |
| ---------------- | -------------------------- | ------------------- | ------------ | ------------ | --------- | --------- |  |
|                  | Esprit Adolphe Segrétain * | Majorité dynastique | 8 196        |              | 7 988     |           |  |
|                  | Antoine Halligon           | Indépendants        | 6 204        |              | 11 336    |           |  |
|                  | de la Valette              |                     | 2 133        |              |           |           |  |
|                  |                            |                     |              |              |           |           |  |
| Inscrits         | Inscrits                   | Inscrits            |              |              | 25120     |           |  |
| Votants          | Votants                    | Votants             | 16571        |              | 19369     |           |  |
| Exprimés         |                            |                     |              |              |           |           |  |
| Blancs et perdus |                            |                     |              |              |           |           |  |

*sortant
La majorité absolue étant de 8286, il y a un second tour : il manque 90 voix à Le Segretain.

## Sources
- L'Indépendant de l'Ouest, 20, 24 juin et 12 juillet 1857